# Даргинська писемність
Даргинська писемність — писемність, що використовується для запису даргинської літературної мови. За час свого існування функціонувала на різних графічних основах і неодноразово реформувалася. Наразі даргинська писемність функціонує на кирилиці. В історії даргинської писемності виділяються наступні етапи:
- XV сторіччя–1928 рік — писемність на основі арабської абетки;
- 1860-ті–1910-ті роки — писемність на основі кирилиці (паралельно з арабською);
- 1928–1938 роки — писемність на латинській основі;
- з 1938 року — сучасна писемність на основі кирилиці.

## Арабська абетка

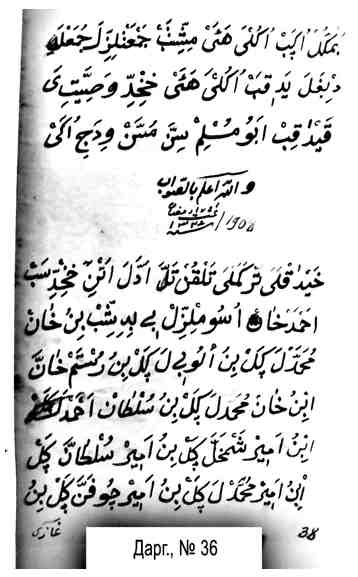
Сторінка даргинського рукопису 1908 року

Найстаршими пам'ятники даргінською писемності є позначки на полях арабських рукописів, що датуються кінцем XV–початком XVI сторіччя. Так, в рукописі «Мінхадж ал-‘абідін» (1494–1497 роки) переписувачем Ідрісом, сином Ахмада з Акуши на полях і між рядків було записано арабським шрифтом понад тисячу даргинських слів і виразів. Також великий обсяг даргинських слів фіксується на полях рукопису «Іхйа улум ад-дін» (1506–1507 роки), переписаного тим же Ідрісом. Для пристосування арабської абетки Ідріс створив три нові літери, додавши до існуючих знаків діакритичні точки. За допомогою цих 3 букв він позначав 6 специфічних звуків даргинської мови. Голосні звуки даргинської мови в цих рукописах позначені за допомогою діакритичних значків.
У пізніших даргиньких рукописах, написаних арабською абеткою, використовується схожа графічна система. Але вживання тих чи інших букв у різних авторів у різних працях було непослідовним. Окрім того, зазвичай одна арабська буква використовувалася для позначення відразу декількох даргинських звуків: ک для [к], [кӀ], [г], ق для [къ], [кь], [хъ], چ для [ч] і [чӀ],  для [хь] і [г], ژ для [ц], [цӀ] і [дз] тощо. У такому вигляді даргинська абетка на арабській основі використовувався до 1920-х років.
1920 року даргинська абетка на арабській графічній основі був реформований і наближений до потреб даргінської фонетики. З 1921 року на ньому стала випускатися газета «Дарган», а також інші видання. До 1928 року даргинська абетка на арабській основі виглядав так:
| آ | ب | چ | ج | ڃ | د | اه | ٱ | ف | گ | غ | ﻫ | ح | ع | اى | ى | ک | ل | م | ن | او |
| پ | ڢ | ڠ | ۊ | ر | س | ڝ  | ش | ت | ط | ت | ط | ۆ | و | خ  |  | څ | ز | ژ | ڗ | ڞ  |

## Абетка Услара

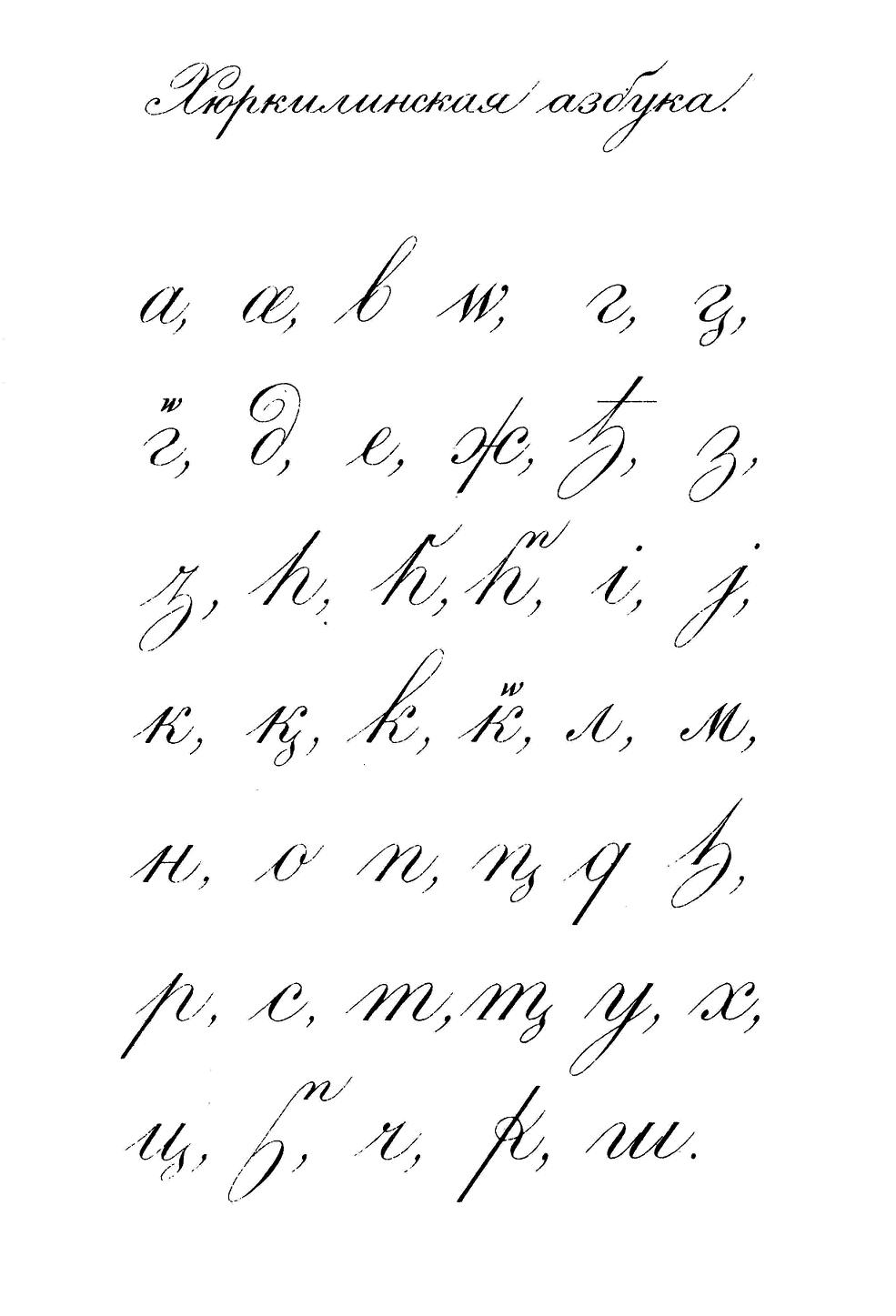
Даргинський алфавіт П. К. Услара

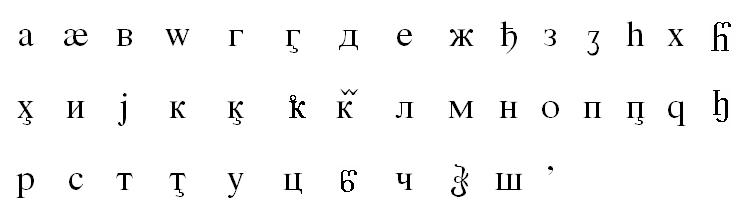
Даргинська абетка з букваря 1911 року

У 1860-і роки, після приєднання Дагестану до Російської імперії, етнографом і лінгвістом П. К. Усларом була складена перша даргинська граматика (вийшла 1892 року в серії «Етнографія Кавказу. Мовознавство» під назвою «Хюркілінська мова»). У цій граматиці був використаний модифікований кирилична абетка з додаванням кількох латинських і грузинських букв. У 1911 році на кілька зміненому варіанті цього алфавіту в Тифлісі був надрукований буквар «Даргилла алипуне wa луђисне жуж». Подальшого розвитку цей алфавіт не отримав.

## Латинська абетка
Незважаючи на багатовікове побутування у даргинців арабської абетки, відсоток грамотних до середини 1920-х років становив лише 4,9 %. 1923 року на конференції мусульманських народів в П'ятигорську було піднято питання про перехід дагестанських мов на латинський алфавіт. Однак тоді це питання було визнано передчасним. Знову воно було підняте 1926 року. У лютому 1928 року 2-й об'єднаний пленум обкому та Раднаркому Дагестанської АРСР поставив завдання розробити латинізовані алфавіти для народів республіки, зокрема і для даргинців. Того ж року абетка була складена і затверджена. Згідно з постановою ЦВК Дагестанської АРСР з 1 жовтня 1930 року латинізований даргинський алфавіт ставав єдиним припустимим для використання у всіх офіційних сферах. В основу літературної мови було покладено акушинський діалект.
Перший варіант даргинського латинізованого алфавіту не мав великих літер і виглядав так: a, b, c, є, ç, d, e, ә, f, g, ǥ, ƣ, h, ⱨ, ħ, i, j, k, ⱪ, l, m, n, o, p, ҏ, q, ꝗ, r, s, ş, s̷, t, ƫ, u, v, x, ҳ, ӿ, z, ⱬ, ƶ, ƶ̢, ’. 1930 року на I Дагестанській орфографічній конференції для даргинської літературної мови були розроблені основи правопису, а 1932 року проведена реформа алфавіту — введені великі літери і виключені букви є, ǥ, ҏ. В результаті алфавіт прийняв такий вигляд:
| A a | B b | C c | Ç ç | D d | E e | Ә ә | F f | G g | Ƣ ƣ |
| H h | Ⱨ ⱨ | Ħ ħ | I i | J j | K k | Ⱪ ⱪ | L l | M m | N n |
| O o | P p | Q q | Ꝗ ꝗ | R r | S s | Ş ş | S̷ s̷ | T t | T̨ t̨ |
| U u | V v | X x | Ҳ ҳ | Ӿ ӿ | Z z | Ⱬ ⱬ | Ƶ ƶ | Ⱬ̵ ⱬ̵ | Ӡ ӡ |

Цей алфавіт використовувався до 1938 року.

## Сучасна абетка
1938 року даргинський алфавіт, як і більшість інших алфавітів народів СРСР, був переведений на кириличну графічну основу. 14 лютого 1938 року затверджений проект алфавіту був опублікований в газеті «Дагестанская правда». Одночасно був складений звід орфографічних правил, пізніше доопрацьований в 1940 і 1948—1950 роках. У грудні 1952 року на науковій сесії Інституту історії, мови і літератури Дагестанської філії АН СРСР було запропоновано ввести в даргинському алфавіті літери АЬ аь (широкий глоттізованний голосний), ЗӀ зӀ (дзвінка африката дз) і ПӀ пӀ (смично-гортанний вибуховий приголосний), але ця ідея була відхилена. Пізніше буква ПІ пІ все ж була введена в даргинський алфавіт.
Наразі даргинська абетка виглядає так:
| А а | Б б   | В в | Г г   | Гъ гъ | Гь гь | ГӀ гӀ | Д д   | Е е   | Ё ё   | Ж ж | З з   |
| И и | Й й   | К к | Къ къ | Кь кь | КӀ кӀ | Л л   | М м   | Н н   | О о   | П п | ПӀ пӀ |
| Р р | С с   | Т т | ТӀ тӀ | У у   | Ф ф   | Х х   | Хъ хъ | Хь хь | ХӀ хӀ | Ц ц | ЦӀ цӀ |
| Ч ч | ЧӀ чӀ | Ш ш | Щ щ   | Ъ ъ   | Ы ы   | Ь ь   | Э э   | Ю ю   | Я я   |     |       |

Букви Ё ё, О о, Ы ы, ь (поза диграфів) і Ф ф зустрічаються тільки в запозиченнях (єдине незапозичене даргинське слово з буквою ф — уфікӀес 'дути'). Букви З з і Ж ж крім звуків [з], [ж] позначають також африкати [дз] і [дж].

## Кайтагська і кубачинська писемність
Кайтагського і кубачинська мови і часто розглядаються як діалекти даргинської мови. У XVI—XIX сторіччях на цих мовах був написаний ряд рукописів, виконаних арабським алфавітом. Офіційна писемність для них ніколи не створювалася, проте відомо, що в приватному листуванні кубачинці користуються даргинським алфавітом. 2002 року був виданий російсько-кубачинський розмовник, де використовується даргинський алфавіт без букви ПӀ пӀ.

## Таблиця відповідності алфавітів
Складено за:
| Сучасний алфавіт | Латиниця 1930-е | Алфавіт Услара | Арабський (1920—1928) | Арабський (до 1920) |
| ---------------- | --------------- | -------------- | --------------------- | ------------------- |
| А а              | A a             | а              | ا ,آ                  | آ                   |
| Б б              | B b             | б              | ب                     | ب                   |
| В в              | V v             | w              | و                     | و                   |
| Г г              | G g             | г              | گ                     | ڮ                   |
| Гъ гъ            | Ƣ ƣ             | ӷ              | غ                     | غ                   |
| Гь гь            | H h             | h              | ﻬ                     | ﻬ                   |
| ГӀ гӀ            | Ⱨ ⱨ             | ꜧ              | ع                     | ع                   |
| Д д              | D d             | д              | د                     | د                   |
| Е е              | E e, je         | e              | اه                    | -                   |
| Ё ё              | -               | -              | -                     | -                   |
| Ж ж              | Ƶ ƶ             | ж              | ژ                     | ج                   |
| З з              | Z z             | з              | ز                     | ز                   |
| И и              | I i             | i              | اى                    | -                   |
| Й й              | J j             | j              | ى                     | ي                   |
| К к              | K k             | кᷱ              | ک                     | ک                   |
| Къ къ            | Q q             | к              | ڠ                     | ق                   |
| Кь кь            | Ꝗ ꝗ             | q              | ق                     | ق                   |
| КӀ кӀ            | Ⱪ ⱪ             | қ              | گ                     | گ                   |
| Л л              | L l             | л              | ل                     | ل                   |
| М м              | M m             | м              | م                     | م                   |
| Н н              | N n             | н              | ن                     | ن                   |
| О о              | O o             | о              | او                    | -                   |
| П п              | P p             | п              | پ                     | ف                   |
| ПӀ пӀ            | ҏ               | ԥ              | ڢ                     | ب                   |
| Р р              | R r             | р              | ر                     | ر                   |
| С с              | S s             | с              | س                     | س                   |
| Т т              | T t             | т              | ت                     | ت                   |
| ТӀ тӀ            | T̨ t̨             | ҭ              | ط                     | ط                   |
| У у              | U u             | у              | او                    | و                   |
| Ф ф              | F f             | -              | ف                     | ف                   |
| Х х              | X x             | х              | خ                     | خ                   |
| Хъ хъ            | Ӿ ӿ             | k              | څ                     | ق                   |
| Хь хь            | Ҳ ҳ             | h ͫ             | ݤ                     | ݤ                   |
| ХӀ хӀ            | Ħ ħ             | h ̆             | ح                     | ح                   |
| Ц ц              | S̷ s̷             | ц              | ڝ                     | ژ                   |
| ЦӀ цӀ            | Ⱬ ⱬ             | წ              | ڗ                     | ژ                   |
| Ч ч              | C c             | ч              | چ                     | چ                   |
| ЧӀ чӀ            | Ç ç             | ჭ              | ج                     | چ                   |
| Ш ш              | Ş ş             | ш              | ش                     | ش                   |
| Щ щ              | şş              | -              | -                     | -                   |
| Ъ ъ              | -               | -              | ء                     | -                   |
| Ы ы              | -               | -              | -                     | -                   |
| Ь ь              | -               | -              | -                     | -                   |
| Э э              | E e             | -              | اه                    | -                   |
| Ю ю              | ju              | -              | -                     | -                   |
| Я я              | Ә ә, ja         | œ              | أ                     | -                   |
| -                | Ⱬ̵ ⱬ̵             | ђ              | ڞ                     | -                   |
| -                | Ӡ ӡ             | -              | -                     | -                   |
| -                | є               | -              | ڃ                     | چ                   |
| -                | g̵               | гᷱ              | ݢ                     | -                   |